# Alfredo Dammert Lira
Alfredo Juan Carlos Dammert Lira (Lima, 24 de julio de 1944 - ) es un ingeniero industrial peruano.

## Biografía
Hijo de Alfredo Dammert Muelle y Elsa Lira Gámez. Es bisnieto de la filántropa Juana Alarco de Dammert, sobrino de los políticos Miguel Dammert Muelle y Eduardo Dibós Dammert, así como del diplomático Augusto Dammert.
Realizó sus estudios de primaria en la Escuela Inmaculado Corazón y los de secundaria en el Colegio Santa María Marianistas de la ciudad de Lima.
Estudió Ingeniería industrial en la Universidad Nacional de Ingeniería. Obtuvo una Maestría en Ingeniería Química y un PhD en Economía la Universidad de Texas en Austin. Ha realizado estudios de especialización en Economía en la Universidad de Bolonia, Italia y en Ingeniería Industrial en el Instituto Tecnológico de Monterrey, México.
Trabajó en el Banco Industrial del Perú, en dónde fue Jefe de Créditos de Exportación y de la División de Análisis Económico.
De 1979 a 1980 fue Gerente de Comercialización en Minero Perú Comercial Sociedad Anónima.
Trabajó como consultor para el Banco Mundial en proyectos para Argentina, Bangladés y Uruguay.
En 1984 ingresó a trabajar a Centromin Perú como Gerente de Comercialización y Logística, cargo que ocupó hasta 1987.
El 10 de febrero de 2002 fue nombrado como Presidente del Consejo Directivo del Organismo Supervisor de la Inversión en Energía (OSINERG).
En 2007, al OSINERG se le asignaron funciones para la supervisión en Minería y el 8 de febrero Dammert fue nombrado como Presidente del nuevo regulador OSINERGMIN, permaneció en el cargo hasta 2012.
En octubre de 2016 fue designado como Miembro del Consejo Directivo del Organismo Supervisor de la Inversión en Infraestructura de Transporte de Uso Público (OSITRAN) por el presidente Pedro Pablo Kuczynski y el premier Fernando Zavala Lombardi para el periodo 2016-2021.

## Publicaciones
- Economía Minera (2021)
- Economía de la Energía (2017) con Raúl García Carpio
- La Economía Mundial ¿Hacia dónde vamos? (2013) con Raúl García Carpio
- Teoría de la Regulación Económica (2013) con Fiorella Molinelli y Max Carbajal
- Fundamentos técnicos y económicos del sector eléctrico peruano (2011) con Fiorella Molinelli y Max Carbajal
- Los Jones Quieren Casa Nueva – Cómo Entender la Crisis Mundial (2008) con Raúl García Carpio
- Regulación y Supervisión del Sector Eléctrico (2008) con Fiorella Molinelli y Raúl García Carpio
- Estudio de Multas del Sector Energía (2008) con Fiorella Molinelli y Marifé Martinelli
- Panorama de la Minería en el Perú (2007) con  Fiorella Molinelli

Adicionalmente, ha escrito una serie de obras de ciencia ficción. 